# 松岳山古墳群
松岳山古墳群（まつおかやまこふんぐん）は、大阪府柏原市国分市場にある古墳群。1基が国の史跡に指定され、出土品は国の重要文化財・柏原市指定有形文化財に指定されている。

## 概要

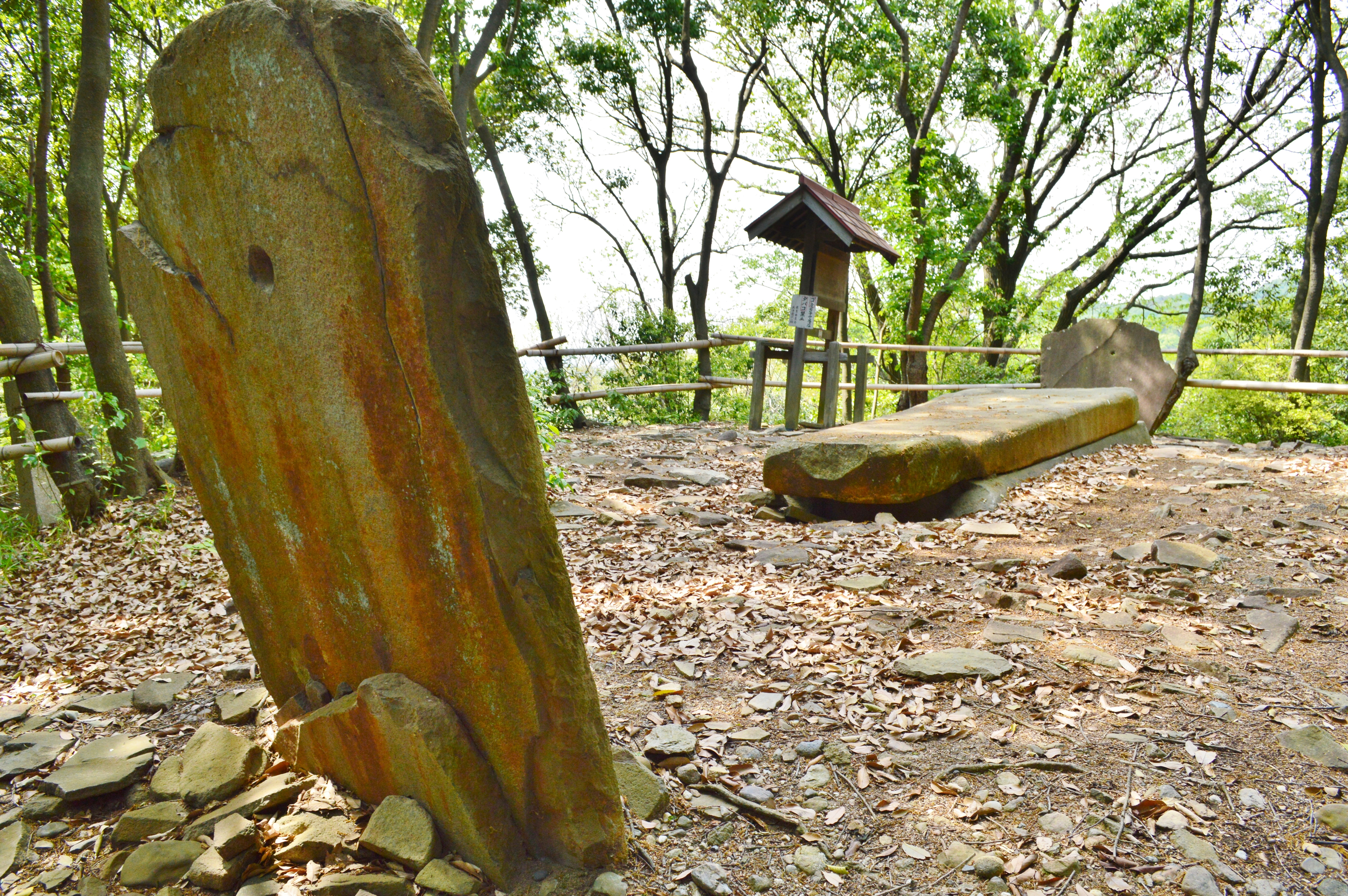
松岳山古墳

大阪府東部、大和川左岸の松岳山丘陵上に営造された古墳群である。中心的古墳である松岳山古墳など9基以上の古墳で構成される。松岳山古墳・茶臼塚古墳以外の古墳は宅地造成により消滅しており、内容の詳細は明らかでない。
古墳群のうち松岳山古墳は大型前方後円墳（唯一の前方後円墳）であるが、その他の古墳は小規模な円墳・方墳になる。松岳山丘陵の西から東へと営造され、築造に際しては大量の安山岩・玄武岩の板石が使用される。特に松岳山古墳は板石積み・石棺型式・立石・楕円形円筒埴輪の点で全国的にも特異な様相を示す古墳であり、その他の古墳も小規模ながら豊富な副葬品を伴う点で注目される。
築造時期は、古墳時代前期前半-後半の3世紀末-4世紀後半頃と推定される。柏原市域では南西の玉手山丘陵においても同時期の大型前方後円墳群として玉手山古墳群の営造が知られるが、両古墳群の内容は大きく相違するため、同古墳群とともに古墳時代中期のヤマト大王墓（古市古墳群）の営造以前の河内地方の様相を考察するうえで重要視される古墳群になる。また江戸時代には松岳山から船氏王後墓誌（国宝）が出土したといい、渡来系氏族の船氏との関連を指摘する説もある。
古墳群のうち松岳山古墳の古墳域は国の史跡に指定されているほか、多くの出土品が国の重要文化財・柏原市指定有形文化財に指定されている。

## 一覧
| 古墳名                          | 座標                                     | 形状       | 規模       | 調査                      | 備考                                                               |
| ------------------------------- | ---------------------------------------- | ---------- | ---------- | ------------------------- | ------------------------------------------------------------------ |
| 松岳山古墳                      | 北緯34度34分11.36秒 東経135度38分43.68秒 | 前方後円墳 | 墳丘長130m | 1877年 1955年 1985-1986年 | 国の史跡（後円部） 副葬品出土 出土埴輪・土器は柏原市指定有形文化財 |
| 向井山茶臼塚古墳 （茶臼山古墳） | 北緯34度34分10.84秒 東経135度38分37.23秒 | 円墳?      | 直径約20m  | 1629年発見                | 消滅古墳 副葬品出土 出土銅鏡3面は国の重要文化財                    |
| 市場茶臼塚古墳                  | 北緯34度34分10.87秒 東経135度38分35.65秒 | 円墳?      | 直径約10m  |                           | 消滅古墳                                                           |
| 茶臼塚古墳                      | 北緯34度34分10.23秒 東経135度38分39.97秒 | 長方形墳   | 16m×22m    | 1984-1985年               | 副葬品出土 出土品は柏原市指定有形文化財                            |
| ヌク谷北塚古墳                  | 北緯34度34分12.40秒 東経135度38分46.29秒 |            |            | 1961年                    | 副葬品出土                                                         |
| ヌク谷南塚古墳                  | 北緯34度34分11.72秒 東経135度38分46.50秒 | 円墳       | 直径11m    | 1877年                    | 消滅古墳 副葬品出土                                                |
| ヌク谷東ノ大塚古墳              | 北緯34度34分12.24秒 東経135度38分47.23秒 | 円墳       | 直径30m    | 1877年                    | 消滅古墳 副葬品出土 出土歯車形碧玉製品は国の重要文化財             |
| ヌク谷芝山西古墳                | 北緯34度34分14.08秒 東経135度38分48.82秒 | 円墳?      |            | なし                      | 消滅古墳                                                           |
| ヌク谷芝山東古墳                | 北緯34度34分14.17秒 東経135度38分50.95秒 | 円墳?      |            | なし                      | 消滅古墳                                                           |

## 文化財

### 重要文化財（国指定）
- 河内国南河内郡茶臼山古墳出土品（考古資料）
向井山茶臼塚古墳出土品。明細は以下。所有者は国分神社、大阪市立美術館保管。1953年（昭和28年）11月14日指定、1954年（昭和29年）9月12日に追加指定[4][5]。
  - 青蓋盤竜鏡 1面
  - 三角縁神獣鏡 2面
- 歯車形碧玉製品（考古資料）
ヌク谷東ノ大塚古墳出土。藤田美術館保管。1954年（昭和29年）3月20日指定[6][7]。

### 国の史跡
- 松岳山古墳 - 1922年（大正11年）3月8日指定[8][9]。

### 柏原市指定文化財
| 鰭付楕円形円筒埴輪（柏原市指定文化財）柏原市立歴史資料館展示。 |  | 鰭付楕円形円筒埴輪（柏原市指定文化財）柏原市立歴史資料館展示。 |
| 鰭付楕円形円筒埴輪（柏原市指定文化財）柏原市立歴史資料館展示。 |  |                                                                |

- 有形文化財

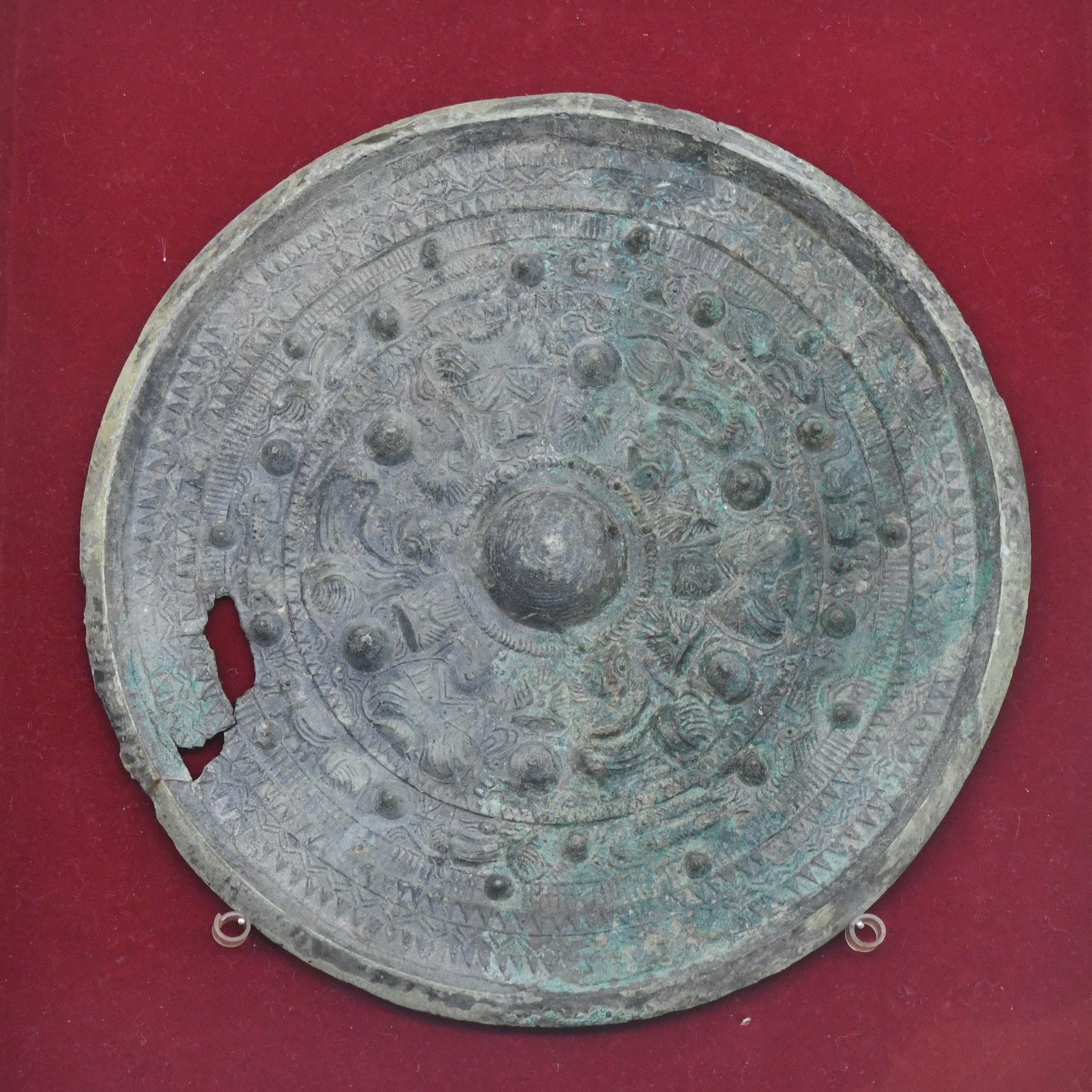
茶臼塚古墳出土
三角縁神獣鏡柏原市立歴史資料館展示。

  - 松岳山古墳出土品（考古資料） - 明細は以下。柏原市立歴史資料館保管。2008年（平成20年）8月21日指定[10]。
    - 楕円筒埴輪 3点
    - 壺形土器 2点

  - 茶臼塚古墳出土品（考古資料） - 明細は以下。柏原市立歴史資料館保管。2008年（平成20年）8月21日指定[11]。
    - 三角縁神獣鏡 1点
    - 四獣鏡 1点
    - 鍬形石 6点
    - 車輪石 8点
    - 石釧 41点
    - 刀子 2点
    - 鉄斧 1点
    - 鎌 1点
    - 鏃 2点
    - 円筒埴輪 1点

### 関連文化財
- 銅製船氏王後墓誌
国宝（考古資料）。伝松岳山出土であるが経緯不明。三井記念美術館保管。1953年（昭和28年）3月31日に国の重要文化財に指定、1961年（昭和36年）4月27日に国宝に指定[12][13]。